# イレーナ・カルパ
イレーナ・カルパ(ウクライナ語：Ірена Карпа、1980年12月8日 - )は、現代ウクライナ文学の作家、歌手、ジャーナリスト。チェルカースィ市に生まれ、小さい時に西ウクライナのヤレームチャ市に移住。

## 著作
- 『Знес Паленого』, 2000
- 『ハッパを吸ってから50分』／『50 хвилин трави』, 2004
- 『フロイトならもう泣いてただろう』／『Фройд би плакав』, 2004
- 『真珠色のポルノ』／『Перламутрове Порно』, 2005
- 『娼婦はすべてを手に入れる』／『Bitches Get Everything』, 2007

## 関連文献
- オリガ・ホメンコ(Ольга Хоменко)「独立後の現代ウクライナ文学：プロセス、ジャンル、人物」『スラヴ文化研究』第16巻、東京外国語大学ロシア東欧課程ロシア語研究室、2019年3月、104-127頁、2024年3月3日閲覧。